# Joseph Gordon-Levitt
Joseph Leonard Gordon-Levitt (Los Angeles, 17 de fevereiro de 1981) é um ator, diretor, produtor e roteirista norte-americano. Ele recebeu vários elogios, incluindo indicações ao Globo de Ouro de Melhor Ator em Filme Musical ou Comédia por suas atuações principais em (500) Dias com Ela (2009) e 50% (2011). Ele é o fundador da plataforma de mídia online HitRecord, cujos projetos como HitRecord on TV (2014–15) e Create Together (2020) lhe renderam dois Prêmios Emmy do Primetime na categoria de Melhor Programa Interativo.
Nascido em Los Angeles em uma família judia, Gordon-Levitt começou sua carreira de ator ainda criança, aparecendo nos filmes Nada É para Sempre (1992), Santo Matrimônio (1994) e Os Anjos Entram em Campo (1994), em que ganhou um Young Artist Awards e uma indicação ao Prêmio Saturno. Ele desempenhou o papel de Tommy Solomon na série de TV Uma Família de Outro Mundo (1996-2001), pelo qual recebeu três indicações ao Prêmio Screen Actors Guild. Ele teve um papel coadjuvante em 10 Coisas Que Eu Odeio em Você (1999) antes de fazer uma pausa na atuação para estudar na Universidade de Columbia, mas desistiu em 2004 para retomar sua carreira de ator. Desde que voltou a atuar, Gordon-Levitt estrelou Maníaco (2001), Mistérios da Carne (2004), A Ponta de um Crime (2005), O Vigia (2007), Vigaristas (2008), Milagre em St. Anna (2008), G.I. Joe: A Origem de Cobra (2009), A Origem (2010), Juventude em Fúria (2010), Perigo Por Encomenda (2012), Batman: O Cavaleiro das Trevas Ressurge (2012), Looper - Assassinos do Futuro (2012) e Lincoln (2012). Ele retratou Philippe Petit no filme dirigido por Robert Zemeckis, A Travessia (2015) e o denunciante Edward Snowden no filme de Oliver Stone Snowden (2016). Em 2020, ele estrelou o drama jurídico Os 7 de Chicago, pelo qual ganhou o Prêmios Critics' Choice Movie e o Prêmio Screen Actors Guild para Melhor Elenco em Cinema. Em 2013, ele escreveu e dirigiu Como Não Perder Essa Mulher (2013), um filme de comédia-dramática que foi lançado com aclamação da crítica, o que lhe rendeu uma indicação ao Prêmios Independent Spirit de Melhor Primeiro Roteiro. Anteriormente, dirigiu e editou dois curtas-metragens, ambos lançados em 2010: Morgan M. Morgansen's Date with Destiny and Morgan e Destiny's Eleventeenth Date: The Zeppelin Zoo. Em 2021, ele escreveu, dirigiu e estrelou a série de comédia-dramática Mr. Corman (2021) na Apple TV+.

## Biografia
Gordon-Levitt nasceu em Los Angeles, Califórnia, mas cresceu em Sherman Oaks. Ele recebeu uma criação judaica. O seu pai, Dennis Levitt, era diretor de notícias da estação Pacifica Radio, KPFK-FM. Sua mãe, Jane Gordon (filha do diretor Michael Gordon), trabalhou para o Congresso dos Estados Unidos, na Califórnia durante a década de 1970 para a Peace and Freedom Party. Ela conheceu Dennis Levitt, quando trabalhava como editora para o programa da KPFK-FM. Gordon-Levitt tem um irmão mais velho, Daniel Levitt (nascido em 1974).
Gordon-Levitt se juntou a um grupo de teatro musical aos quatro anos de idade e interpretou o Espantalho na produção de O Mágico de Oz. Posteriormente, ele foi abordado por um agente e começou a aparecer na televisão e em comerciais da pasta de amendoim Sunny Jim, Cocoa Puffs, Pop-Tarts, e Kinney Shoes. Por dois anos, ele estudou na Columbia University, depois deixou os estudos e passou a concentrar-se na representação.

### Carreira

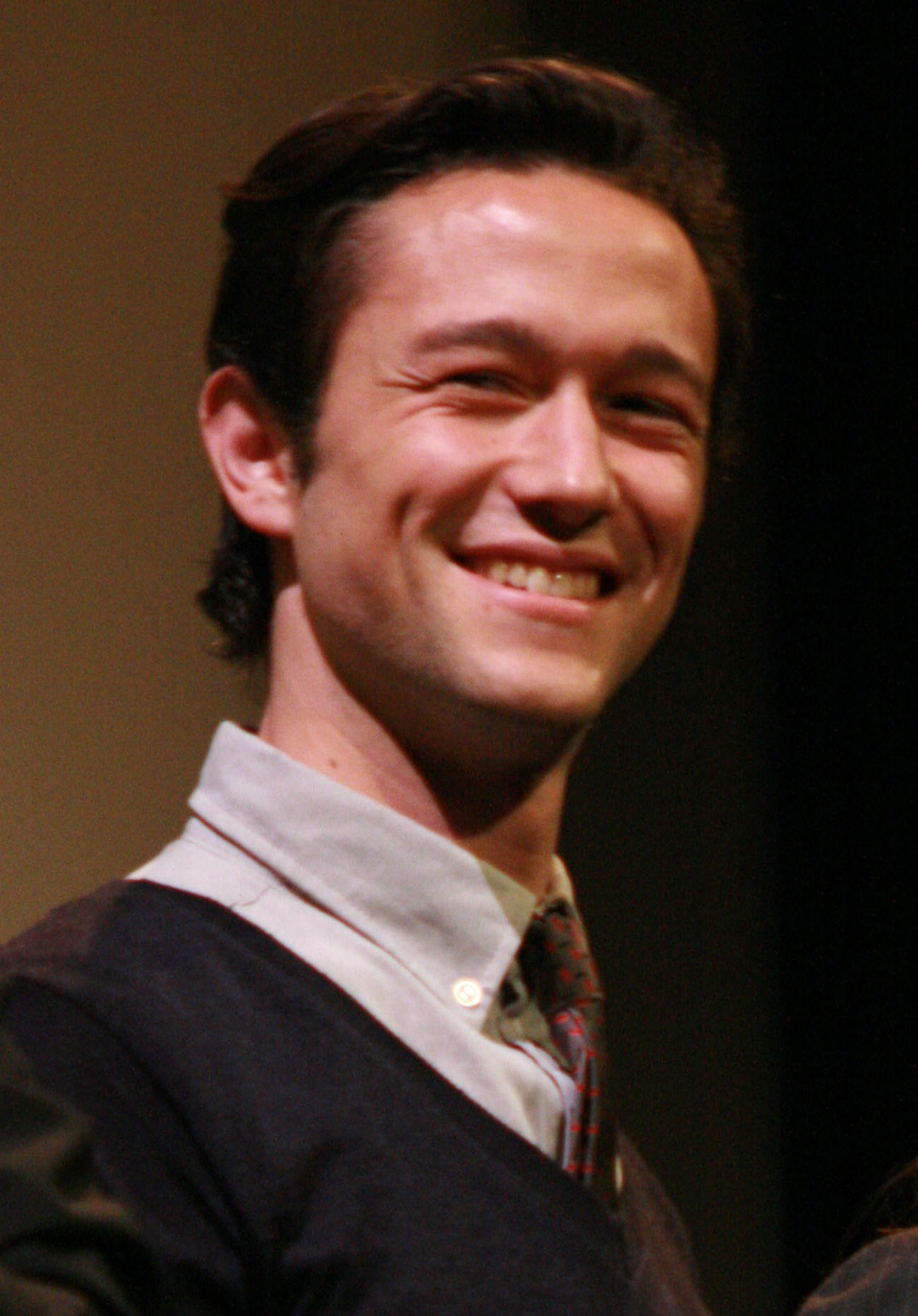
Gordon-Levitt em 2009.

Gordon-Levitt começou a atuar aos seis anos de idade, aparecendo muito depois, nos anos 1980, em filmes feitos para televisão e em dois episódios da série Family Ties. Depois, teve um papel principal numa telenovela, o remake de Dark Shadows, início a sua carreira no mundo do cinema como uma versão jovem de Craig Sheffer, personagem do filme de 1992 A River Runs Through It. Em 1994, ele fez de um jovem de uma comunidade cristã absolutista na comédia Holy Matrimony, e apareceu em papéis principais de sucesso de filmes da Disney, Angels in the Outfield.
Em 1996, foi Tommy Solomon no sitcom 3rd Rock from the Sun, um papel do qual o fez popularizar-se ainda mais. Nos finais da década de 1990, ele também apareceu em diversos filmes, incluindo The Juror (1996), como o filho de Demi Moore; o filme de terror Halloween H20: 20 Years Later, e a comédia juvenil 10 Things I Hate About You, baseada em Shakespeare, na qual atuou ao lado de Heath Ledger e tinha um dos papéis pincipais.

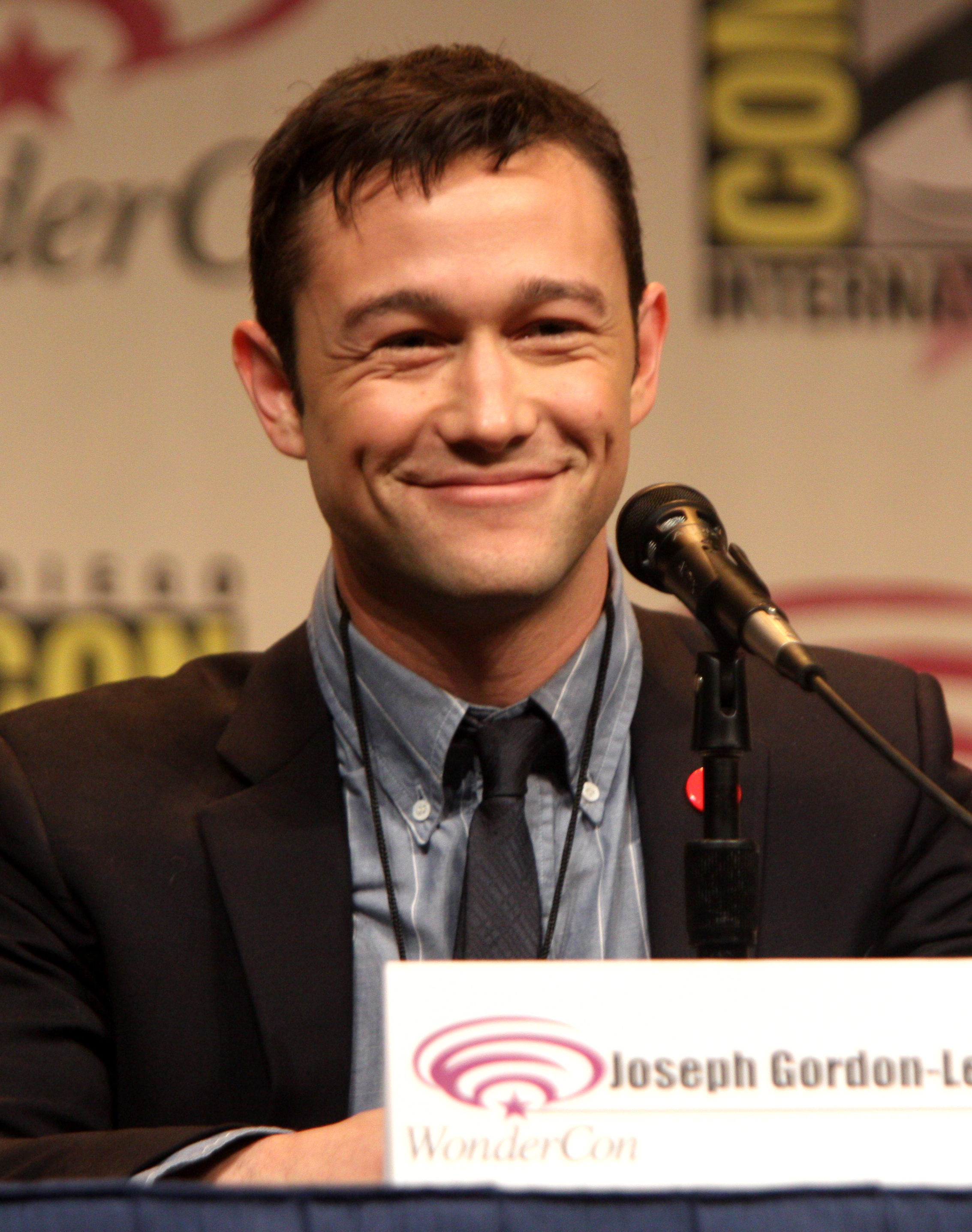
Gordon-Levitt em 2012.

Depois da série 3rd Rock from the Sun terminar em 2001, Gordon-Levitt apareceu nos seguintes filmes (descritos pelos críticos como "indies aclamados e nunca vistos"): o drama de 2001 Manic, em que as filmagens ocorreram em um manicômio;, Mysterious Skin, de 2004, em que protagonizou um gigolô homossexual e, em 2005, Brick, que se passa num liceu, em que teve o papel principal de Brendan Frye, um jovem que se vê envolvido no submundo das drogas enquanto investiga um homicídio.
Brick foi recebido positivamente por parte do público,  que um crítico comentou que Gordon-Levitt viveu sua personagem "lindamente", "verdadeiro para o estilo do filme", "sem sentimento mas não sem vida" e "sexy na sua forma mais ambígua", e outra descricção da sua performance foi "estontiante".
Joseph também fez a voz da persogem principal Jim Hawkins no filme animado da Disney, Treasure Planet. Em 2009 estreou o filme (500) Days of Summer, no qual ele recebeu uma indicação ao Globo de Ouro de Melhor Ator em Filme Comédia ou Musical.

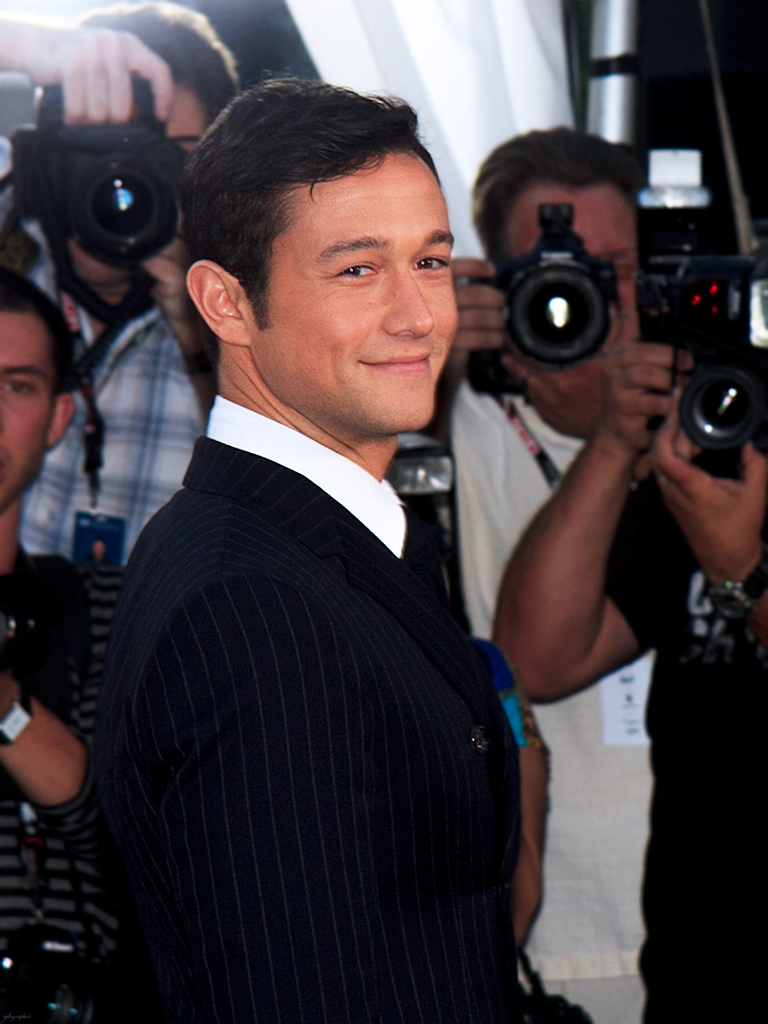
Gordon-Levitt em 2012.

Os próximos papéis de Gordon-Levitt incluem Killshot, protagonizando um assassino, e em The Lookout, um suspense sobre um assalto bancário, e Shadowboxer. Também cogita-se a participação deste junto com Leonardo DiCaprio como os protagonistas da adaptação para o cinema do mangá Akira, e teve participação no filme G.I. Joe: The Rise of Cobra, como o vilão cobra. Em 2012 co-estrelou o filme The Dark Knight Rises como John Blake que estreou em 27 de julho de 2012.
Ele estreou como diretor em Don Jon, ele estrelou, dirigiu e escreveu o roteiro do filme, que contém no elenco, Scarlett Johansson e Julianne Moore. Em 7 de janeiro de 2013 foi confirmado que Gordon-Levitt foi escolhido para entrar no elenco de Sin City: A Dame to Kill For, um filme estadunidense, de ação, lançado no segundo semestre de 2014 , dirigido por Frank Miller e Robert Rodriguez.
Ele interpretou o personagem Johnny.
Em outubro de 2013, foi relatado que ele é um dos mais cotados a desempenhar o personagem principal, Scott Lang em Homem-Formiga da Marvel Studios. Mas o papel acabou ficando para Paul Rudd.
Em 2015 estrelou o filme A Travessia, em que interpreta um famoso equilibrista que na década de 70 atravessou as torres gêmeas por um cabo de aço.

## Filmografia

### Cinema
| Ano  | Título                                                   | Papel                          | Notas |
| ---- | -------------------------------------------------------- | ------------------------------ | --- |
| 1992 | Beethoven                                                | Student No. 1                  | |
| 1992 | A River Runs Through It                                  | Young Norman                   | |
| 1994 | Holy Matrimony                                           | Zeke                           | |
| 1994 | Roadflower                                               | Rich Lerolland                 | |
| 1994 | Angels in the Outfield                                   | Roger Bomman                   | |
| 1996 | The Juror                                                | Oliver Laird                   | |
| 1998 | Sweet Jane                                               | Tony                           | |
| 1998 | Halloween H20: 20 Years Later                            | Jimmy Howell                   | |
| 1999 | 10 Things I Hate About You                               | Cameron James                  | |
| 2000 | Picking Up the Pieces Forever Lulu                       | Flaco Martin                   | |
| 2001 | Manic                                                    | Lyle Jensen                    | |
| 2002 | Treasure Planet                                          | Jim Hawkins (voz)              | |
| 2003 | Latter Days                                              | Elder Paul Ryder               | |
| 2004 | Mysterious Skin                                          | Neil McCormick                 | |
| 2005 | Brick                                                    | Brendan Frye                   | |
| 2005 | Havoc                                                    | Sam                            | |
| 2005 | Shadowboxer                                              | Dr. Don                        | |
| 2007 | The Lookout                                              | Chris Pratt                    | |
| 2008 | Stop-Loss                                                | Tommy Burgess                  | |
| 2008 | Miracle at St. Anna                                      | Tim Boyle                      | |
| 2008 | The Brothers Bloom                                       | Bar Patron                     | |
| 2008 | Killshot                                                 | Richie Nix                     | |
| 2009 | Big Breaks                                               | Todd Sterling                  | |
| 2009 | (500) Days of Summer                                     | Tom Hansen                     | Globo de Ouro de melhor actor em comédia ou musical Independent Spirit Award de melhor actor Detroit Film Critics Society de melhor actor |
| 2009 | Uncertainty                                              | Bobby                          | |
| 2009 | Women in Trouble                                         | Bert Rodriguez                 | |
| 2009 | G.I. Joe: The Rise of Cobra                              | The Doctor/Rex                 | |
| 2010 | Hesher                                                   | Hesher                         | |
| 2010 | Morgan M. Morgansen's Date with Destiny                  | Morgan M. Morgansen / Narrador | |
| 2010 | Elektra Luxx                                             | Bert Rodriguez                 | |
| 2010 | Morgan and Destiny's Eleventeenth Date: The Zeppelin Zoo | Morgan M. Morgansen / Narrador | |
| 2010 | Inception                                                | Arthur                         | |
| 2011 | 50/50                                                    | Adam Lerner                    | Globo de Ouro de melhor actor em comédia ou musical MTV Movie Awards de melhor performance                                                |
| 2012 | The Dark Knight Rises                                    | John Blake / Robin             | |
| 2012 | Premium Rush                                             | Wilee                          | |
| 2012 | Looper                                                   | Joe                            | |
| 2012 | Lincoln                                                  | Robert Todd Lincoln            | SAG de melhor elenco em cinema |
| 2013 | Don Jon                                                  | Jon "Don Jon" Martello         | |
| 2014 | Sin City: A Dame to Kill For                             | Johnny                         | |
| 2014 | The Interview                                            | Ele Mesmo                      | Participação Especial |
| 2015 | The Walk                                                 | Philippe Petit                 | |
| 2015 | The Night Before                                         | Ethan Miller                   | |
| 2016 | Snowden                                                  | Edward Snowden                 | |
| 2020 | Project Power                                            | Frank Shaver                   | |
| 2020 | The Trial of the Chicago 7                               | Richard Schultz                | |
| 2021 | Mr. Corman                                               | Josh Corman                    | Diretor, criador, escritor e produtor executivo                                                                                           |

## Principais prêmios e indicações
Globo de Ouro 
| Ano  | Categoria                         | Filme              | Resultado |
| ---- | --------------------------------- | ------------------ | --------- |
| 2010 | Melhor ator em comédia ou musical | 500 Days of Summer | Indicado  |
| 2012 | Melhor ator em comédia ou musical | 50/50              | Indicado  |

SAG Awards (Screen Actors Guild Awards)
| Ano  | Categoria               | Filme   | Resultado |
| ---- | ----------------------- | ------- | --------- |
| 2013 | Melhor elenco no cinema | Lincoln | Indicado  |

Independent Spirit Awards
| Ano  | Categoria   | Filme              | Resultado |
| ---- | ----------- | ------------------ | --------- |
| 2010 | Melhor ator | 500 Days of Summer | Indicado  |